# Pîratîn, Radehiv
Pîratîn (în ucraineană Пиратин) este o comună în raionul Radehiv, regiunea Liov, Ucraina, formată numai din satul de reședință.

## Demografie
Componența lingvistică a comunei Pîratîn
     Ucraineană (99,73%)
     Alte limbi (0,27%)
Conform recensământului din 2001, majoritatea populației comunei Pîratîn era vorbitoare de ucraineană (99,73%), existând în minoritate și vorbitori de alte limbi.